# Jan Långbens hemgjorda hem
Jan Långbens hemgjorda hem (engelska: Home Made Home) är en amerikansk animerad kortfilm med Långben från 1951.

## Handling
Långben bestämmer sig för att bygga sitt drömhus. Med det visar sig att han inte råkar vara någon professionell snickare; alltifrån svårigheter med ritningar till att flera saker går sönder.

## Om filmen
Filmen hade svensk premiär annandag jul 1951 och visades på biografen Spegeln i Stockholm.
Filmen har givits ut på VHS och DVD och finns dubbad till svenska.

## Rollista
- Pinto Colvig – Långben[4]
- John McLeish – berättare[8]